# لينكولن كوسموبوليتان
لينكولن كوسموبوليتان هي سيارة عائلية كبيرة من إنتاج شركة لينكولن للسيارات، أنتجت في 1948م وتوقف إنتاجها في 1954م.